# سيرغي فيتيسوف
سيرغي فيتيسوف هو لاعب كرة قدم روسي في مركز الوسط، ولد في 15 سبتمبر 1985. لعب مع سبارتاك نالتشيك.